# Анапаит

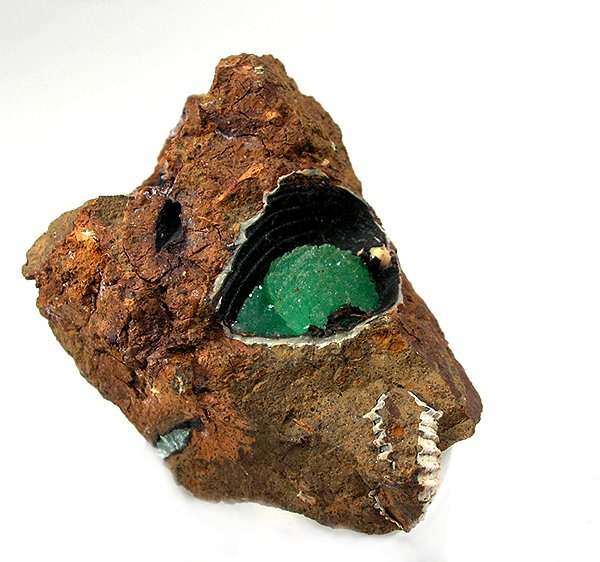
Анапаит в раковине моллюска в породе

Анапаит, устар. син. таманит — минерал класса фосфатов, водный фосфат железа и кальция. Химическая формула: Ca2Fe2+[PO4]2·4H2O. Состав (%): СаО — 28,18; FeO — 18,05; Р2О5 — 35,67; H2O — 18,1. Сингония триклинная.

## Распространение
Минерал встречается весьма редко, в виде зеленоватых прозрачных кристалликов со стеклянным блеском, в буром железняке. Впервые был обнаружен у мыса Железный Рог на южном берегу Таманского полуострова (ныне Краснодарский край, Россия) и описан в 1902 году Артуром Захсом (Arthur Sachs) по коллекционным материалам с этого же полуострова, из-под Анапы. Именно от этих географических названий и произошли его названия «анапаит», «анапит» и «таманит».
Несмотря на то что не создает значительных скоплений, распространен в природе достаточно широко и в небольших количествах известен из месторождений Крыма (Керчь), Италии, Испании, Германии, США и других стран.

## Физические свойства
Плотность — 2,81 г/см3, твёрдость 3—4, цвет черты белый. Спайность совершенная.
Цвет анапаита (в диапазоне от лимонно-зеленого до голубовато-зеленого), с одной стороны, весьма привлекателен для ювелиров, однако в то же время минерал недостаточно твёрд для широкого применения в ювелирных изделиях. Является ценным коллекционным камнем, не имеющим другого практического использования.